# فهرست میراث جهانی در گرجستان
میراث جهانی در گرجستان شامل ۳ اثر فرهنگی و ۱ اثر طبیعی است. سایت‌های میراث جهانی سازمان آموزشی، علمی و فرهنگی ملل متحد، یونسکو مکان‌هایی هستند که دارای اهمیت فرهنگی یا طبیعی هستند، همان‌طور که در پیمان‌نامه میراث جهانی یونسکو، که در سال ۱۹۷۲ تأسیس شده، شرح داده شده‌است. گرجستان این پیمان‌نامه را در تاریخ ۴ نوامبر ۱۹۹۲ پذیرفت و از آن هنگام، مکان‌های طبیعی و فرهنگی گرجستان دارای شرایط برای گنجانده شدن در فهرست میراث جهانی هستند.
تا تاریخ ۲۰۲۱، چهار سایت میراث جهانی در گرجستان وجود دارند که ۳تای آن‌ها فرهنگی و یک اثر طبیعی است. همچنین ۱۴ اثر در فهرست آزمایشی قرار دارند. دو سایت نخستی که به فهرست افزوده شدند، بناهای تاریخی متسختا و سایت شامل کلیسای جامع بگراتی و صومعه گلاتی در سال ۱۹۹۴ بودند. با این وجود، به دلیل بازسازی‌هایی که به اصالت و یکپارچگی آن آسیب رساند، در سال ۲۰۱۰ کلیسای جامع باگراتی به فهرست میراث جهانی در معرض خطر افزوده شد و در سال ۲۰۱۷ به کل از فهرست میراث جهانی حذف شد. در سال ۱۹۹۶، سوانتی فهرست شد و تازه‌ترین سایت افزوده شده، جنگل‌های بارانی و تالاب‌های کلخی در سال ۲۰۲۱ است. جنگل‌های بارانی و تالاب‌های کلخی تنها سایت میراث طبیعی گرجستان است و ۳ سایت دیگر همه فرهنگی هستند.

## میراث جهانی
یونسکو سایت‌ها را با ده معیار فهرست می‌کند. هر ورودی باید حداقل یکی از معیارها را داشته باشد.
| # | نگاره | نام                            | موقعیت                              | سال ثبت | ش ثبتمعیارها | شرح | منبع        |
| ۱ |       | بناهای تاریخی متسختا           | متسختا-متیانتی                      | ۱۹۹۴    | ۷۰۸ iii, iv  | از سدهٔ سوم پیش از میلاد تا سدهٔ پنجم میلادی، متسختا پایتخت پادشاهی ایبری بود و تاکنون مرکز کلیسای ارتدکس گرجی بوده‌است. در سال ۳۳۷ در این مکان، مسیحیت به عنوان دین رسمی گرجستان اعلام شد. پیشینهٔ صومعه جواری (در نگاره) به سدهٔ ششم میلادی می‌رسد در حالی که کلیسای جامع سوتیتسخولی و صومعه سامتاورو، در سدهٔ یازدهم میلادی بر روی کلیساهایی که از پیش بودند، ساخته شدند. این بناهای دینی مراحل مختلف در توسعه معماری دینی در قرون وسطی را نشان می‌دهد. | [ ۴ ]       |
| ۲ |       | صومعه گلاتی                    | ایمرتی                              | ۱۹۹۴    | ۷۱۰ iv       | صومعه گلاتی، یک شاهکار ساخته شده در طول عصر طلایی گرجستان، در سال ۱۱۰۶ میلادی توسط داویت چهارم ساخته شد و در طول قرون وسطی یکی از مرکزهای مهم فرهنگی و علمی گرجستان بوده‌است. این صومعه یک آکادمی داشته که برخی از سرشناس‌ترین دانشمندان، فیلسوفان و الهی‌دانان گرجستان، دانش‌آموخته آن هستند و برخی از آن‌ها در صومعه‌های ارتدکس خارج از کشور، برای نمونه آکادمی منگان در قسطنطنیه فعالیت داشتند. در زمان فهرست شدن، کلیسای جامع بگراتی نیز در کنار صومعه به عنوان میراث فهرست شدند. از سال ۲۰۱۰ تا ۲۰۱۷، کلیسای جامع بگراتی در فهرست میراث جهانی در معرض خطر قرار گرفت، زیرا بازسازی دوباره کلیسا به یکپارچگی و اصالت آن آسیب زد. در سال ۲۰۱۷، کلیسای جامع بگراتی از میراث جهانی حذف شد و صومعه گلاتی نیز از فهرست میراث جهانی در خطر حذف شد. | [ ۵ ] [ ۶ ] |
| ۳ |       | سوانتی                         | سامگرلو-زمو سوانتی                  | ۱۹۹۶    | ۷۰۹ iv, v    | سوانتی یک دره میان رودخانه اینگوری و قفقاز و رشته‌کوه سوانتی است. جوامع مردمان سوان به زندگی در مناطق کوهی خوی گرفته‌اند. بارزترین ویژگی معماری روستاها برج‌های سنگی قرون وسطایی است که هم عملکرد دفاعی و هم مسکونی داشتند. بیش از ۲۰۰ برج و خانه در روستای چاژاشی نگه داشته شده‌اند. | [ ۷ ]       |
| ۴ |       | جنگل‌های بارانی و تالاب‌های کلخی | سامگرلو-زمو سوانتی، گوریا، آجارستان | ۲۰۲۱    | ۱۶۱۶ ix, x   | منطقه ساحلی گرجستان (کولخیس) توسط تالاب‌ها، جنگل‌ها، خلاش‌ها، دریاچه‌ها و تپه‌های شنی پوشیده شده‌است. این مناطق از دیدگاه زیست‌بومی مهم هستند و برای پرندگان مهاجری مانند لک‌لک سیاه، درنای خاکستری و حواصیل سفید بزرگ مهم هستند. این سایت میراث جهانی شامل هفت مکان می‌شود: کینتریشی-متیرالا و ایسپانی در آجارستان و گریگولتی و ایمناتی در گوریا، پتیشورا، نابادا و چوریا در سامگرلو-زمو سوانتی. این‌جاها در گرجستان به عنوان پارک ملی کلختی (در نگاره)، ذخیره‌گاه طبیعی کینتریشی، ذخیره‌گاه طبیعی کبولتی و پارک ملی متیرالا اداره می‌شوند. | [ ۸ ] [ ۹ ] |

## فهرست آزمایشی
علاوه بر سایت‌های موجود در فهرست میراث جهانی، کشورهای عضو می‌توانند فهرستی از سایت‌های آزمایشی را که ممکن است برای نامزدی در نظر بگیرند، در این فهرست قرار دهند. نامزدها در فهرست میراث جهانی تنها در صورتی پذیرفته می‌شوند که سایت قبلاً در فهرست آزمایشی قرار داشته باشد. تا سال ۲۰۲۱، گرجستان ۱۴ اثر در فهرست آزمایشی خود دارد.
| #  | نگاره | نام                           | موقعیت          | سال ثبت | ش ثبتمعیارها                       | شرح | منبع   |
| ۱  |       | صومعه آلاوردی                 | کاختی           | ۲۰۰۷    | ۵۲۲۱ iv, vi                        | این کلیسای جامع در نیمهٔ نخست سدهٔ یازدهم بر روی یک صومعه مربوط به سدهٔ هفتم ساخته شده‌است. با بلندی ۵۰ متر (۱۶۰ فوت)، این کلیسا بلندترین در گرجستان است که فضای داخلی بزرگی دارد. این مجموعه توسط دیوار مستحکمی احاطه شده‌است. | [ ۱۱ ] |
| ۲  |       | آنانوری                       | متسختا-متیانتی  | ۲۰۰۷    | ۵۲۲۲ iii                           | مجموعه دژهای آنانوری، که در سدهٔ هفدهم میلادی ساخته شد، در کنار جاده نظامی گرجستان واقع شده‌است. این مجموعه شامل چندین کلیسا با سنگ‌نگاره و نقاشی‌های دیواری است. کلیسای باکره آرامگاه اریستاوی‌های سرشماری از دوک‌نشین آراگوی است. | [ ۱۲ ] |
| ۳  |       | مجموعه صومعه‌های داوید گارجا   | کاختی           | ۲۰۰۷    | ۵۲۲۴ i, ii, iii, iv, v, vi, vii, x | این مجموعهٔ صومعه‌های ارتدکس گرجی شامل حدود ۱۹ صومعه مربوط به سده‌های میانه و ۵۰۰۰ اتاق برای راهبان است. نخستین صومعه‌ها در سدهٔ ششم میلادی به دست داوید گارجی، یکی از سیزده پدر آشوری بنیان‌گذاری شد. در بین سده‌های ۱۰ تا ۱۳ میلادی صومعه‌ها یک دوران طلایی تجربه کردند، سپس به‌دنبال یورش مغول‌ها افت کردند و در میزان کوچک‌تر در سده‌های ۱۷ و ۱۸ میلادی بازسازی شدند. نقاشی‌های دیواری از دوران‌های مختلف در کلیساها نگه داشته شدند. بازمانده‌هایی از عصرهای برنز و آهن در این سایت نیز دیده شده‌اند. | [ ۱۳ ] |
| ۴  |       | دمانیسی                       | کومو کارتلی     | ۲۰۰۷    | ۵۲۲۵ iii, v                        | فسیل‌های انسان دمانیسی در دمانیسی، متعلق به برخی از کهن‌ترین فسیل‌های انسان‌ها در خارج از آفریقا است. از سال ۱۹۸۳ تاکنون کاوشگری ادامه دارد. چندین جمجمه، دندان، بقایا و آثار سنگی و بقایای جانوران در این مکان پیدا شده‌است. پیشینهٔ آن‌ها به ۱٬۷۵ میلیون سال پیش تخمین زده می‌شود و مرحلهٔ مهمی در فرگشت انسان را نشان می‌دهند. | [ ۱۴ ] |
| ۵  |       | محوطهٔ باستانی انسان‌شناسی گرمی | کاختی           | ۲۰۰۷    | ۵۲۲۶ ii, iii                       | گرمی، شهری در جاده ابریشم، پایتخت پادشاهی کاختی بود تا زمانی که به دست شاه ایران صفوی، عباس یکم ویران شد و ویرانه‌های آن را رها کرد. کلیسای فرشتگان در سال ۱۵۶۵توسط پادشاه گرجی، لوان ساخته شد. یک برج سه طبقه با یک ناقوس در بالای آن در کنار کلیسا قرار دارد. | [ ۱۵ ] |
| ۶  |       | کلیسای کوترا                  | کاختی           | ۲۰۰۷    | ۵۲۲۷ iii, iv                       | کلیسای کوترا در سدهٔ دهم میلادی در یک مجموعهٔ دژ ساخته شد. افزون بر این، این کلیسا از معماری صومعه جواری در متسختا الهام گرفته‌است. این یک کلیسای کوچک با طرحی است که یک الگوی صلیبی چهار به چهار موجود بین جایگاه مهراب دارد. | [ ۱۶ ] |
| ۷  |       | متا-توشتی                     | کاختی           | ۲۰۰۷    | ۵۲۲۸ iv, v, vii, x                 | متا-توشتی منطقه‌ای در سراشیبی رشته‌کوه قفقاز است. زیست‌گاه‌های بالای دامنهٔ کوه‌ها از جنگل‌ها به مراتع بلند تغییر می‌کند که زیستگاه جانوران و گیاهان گوناگونی است. معماری بومی منطقه دژ مانند، مشابه منطقهٔ سوانتی است. | [ ۱۷ ] |
| ۸  |       | کلیسای جامع نیکورتسمیندا      | راچا            | ۲۰۰۷    | ۵۲۲۹ ii, iv                        | کلیسای جامع نیکورتسمیندا، یکی از مهم‌ترین بناهای قرون وسطایی گرجستان، در ابتدای سدهٔ یازدهم میلادی به دست پادشاه بگرات سوم ساخته شد. این کلیسا یک نقشهٔ ساخت شش‌ضلعی‌مانند دارد و با نقاشی‌های دیواری مذهبی تزئین شده‌است. فضای داخلی کلیسا توسط نقاشی‌های دیواری از سده‌های ۱۶ و ۱۷ میلادی تزئین شده‌است. | [ ۱۸ ] |
| ۹  |       | کلیسای جامع سامتاویسی         | شیدا کارتلی     | ۲۰۰۷    | ۵۲۳۰ iv                            | کلیسای جامع سامتاویسی در سال ۱۰۳۰ ساخته شد و در سدهٔ ۱۵ میلادی بازسازی گسترده‌ای بر آن صورت گرفت. دیوار غربی و گنبد در سدهٔ پانزدهم بازسازی شد. از دیدگاه توسعهٔ معماری، این کلیسا شیوهٔ تازه‌ای از تزئین کردن معرفی کرد، و در دیوار شرقی یک صلیب زینتی بزرگ قرار دارد. در فضای داخلی کلیسا بازمانده‌هایی از نقاشی‌های دیواری سدهٔ هفدهم دیده می‌شود. | [ ۱۹ ] |
| ۱۰ |       | شاتیلی                        | متسختا-متیانتی  | ۲۰۰۷    | ۵۲۳۲ v                             | شاتیلی یک روستای کوهی در بلندی ۱٬۴۰۰ متر (۴٬۶۰۰ فوت) است و در تنگهٔ رودخانهٔ آرگون واقع شده‌است. این روستا یک مجموعهٔ دژی است و ساختمان‌هایی دارد که هم کاربرد مسکونی و هم کاربرد نظامی دارد. پیشینهٔ این روستا به دوران اواخر سده‌های میانه و ابتدای دوران امروزی می‌رسد. | [ ۲۰ ] |
| ۱۱ |       | ناحیهٔ تاریخی تفلیس            | تفلیس           | ۲۰۰۷    | ۵۲۳۳ ii, iii, iv, v, vi            | تفلیس، پایتخت گرجستان، شهر مهمی در جاده ابریشم و یک مرکز اصلی در منطقهٔ قفقاز بود. این شهر در سدهٔ پنجم میلادی بنیان‌گذاری شد و توسط تاثیرگذاری‌های فرهنگ‌های گوناگون شناخته می‌شد. این شهر در سواحل رود کورا قرار دارد و مشرف به دژ ناریقالا است. ویژگی‌های بارز تفلیس، بالکن‌ها و حیاط‌های خانه‌های مسکونی است. | [ ۲۱ ] |
| ۱۲ |       | شهر غاری اوپلیستسیخه          | شیدا کارتلی     | ۲۰۰۷    | ۵۲۳۴ ii, iii, iv, v                | نخستین آثار زندگی انسان در اوپلیستسیخه به هزارهٔ دوم پیش از میلاد بر می‌گردد. در طول دوران هلنیستی و دوران باستان متأخر، یک مرکز مهم بود و در میان سده‌های ۹ تا ۱۱ میلادی به اوج دیگری رسید و سپس در طول حمله مغول به گرجستان در سدهٔ سیزدهم، شهر به کل ویران شد. این شهر در یک سنگ بزرگ ساخته شده‌است و یک مجموعهٔ کاخ و کلیسای باسیلیکا از سدهٔ ششم است. برخی از غارها تزئینات مجموعه را دارند.                                                                                                | [ ۲۲ ] |
| ۱۳ |       | وانی                          | ایمرتی          | ۲۰۰۷    | ۵۲۳۵ ii, iii, vi                   | وانی یک شهر باستانی در منطقهٔ تاریخی کولخیس بود که از سدهٔ هفتم تا یکم پیش از میلاد ساکن شده بود. این شهر یک مرکز سیاسی و دینی در منطقه بود. در عصر هلنیستی، این شهر شاهد تأثیرات زیادی از فرهنگ یونانی بود که از معماری، جواهرات و گورها دیده می‌شود. کاوش‌های باستان‌شناسی شمار زیادی از آثار باستانی را کشف کرد که هم‌اکنون در موزه ملی گرجستان در تفلیس قرار دارند. | [ ۲۳ ] |
| ۱۴ |       | واردزیا-خرتویسی               | سامتسخه-جاواختی | ۲۰۰۷    | ۵۲۳۶ ii, iii, iv, v, vi, vii       | این نامزدی شامل تنگهٔ رود کورا به طول ۱۸ کیلومتر (۱۱ مایل) بین دژ خرتویسی و صومعهٔ سنگی واردزیا است که در میان سده‌های ۱۲ و ۱۳ میلادی ساخته شده‌است. سکونتگاه‌های انسانی به نمای چشم‌انداز این منطقه اثر پذیرفته‌است. | [ ۲۴ ] |